# Spongilla
Spongilla is een geslacht van sponsdieren uit de familie Spongillidae.
Soorten uit dit geslacht worden soms geparasiteerd door de larven van sponsvliegen. Zij steken hun buisvormige snuit in de spons en zuigen de vloeibare delen op.

## Soorten
- Spongilla alba Carter, 1849
- Spongilla arctica Annandale, 1915
- Spongilla aspinosa Potts, 1880
- Spongilla benguelensis Stephens, 1919
- Spongilla cenota Penney & Racek, 1968
- Spongilla chaohuensis Cheng, 1991
- Spongilla dawsoni Bowerbank, 1864
- Spongilla helvetica Annandale, 1909
- Spongilla inarmata Annandale, 1918
- Spongilla jiujiangensis Cheng, 1991
- Spongilla lacustris (Linnaeus, 1759)
- Spongilla macrospiculata Stephens, 1919
- Spongilla mucronata Topsent, 1932
- Spongilla permixta Weltner, 1895
- Spongilla prespensis Hadzische, 1953
- Spongilla sarasinorum Weltner, 1901
- Spongilla schubarti Bonetto & Ezcurra de Drago, 1967
- Spongilla shikaribensis Sasaki, 1934
- Spongilla stankovici Arndt, 1938
- Spongilla wagneri Potts, 1889